# Sandro Tonali
Sandro Tonali (Lodi, 2000. május 8. –) olasz válogatott labdarúgó, középpályás, jelenleg a Newcastle United játékosa. Minden idők legdrágább olasz játékosa, az angol csapat 70 millió euróért szerződtette.

## Pályafutása

### Klubcsapatokban
2017. augusztus 26-án, 17 éves korában mutatkozott be a Brescia felnőtt csapatában egy Avellino ellen 2–1-re elveszített másodosztályú bajnokin. 2018. április 28-án szerezte meg első gólját a Salernitana elleni bajnokin, amit csapata 4–2-re elveszített. Első szezonjában 19 bajnoki mérkőzésen kapott játéklehetőséget, ezalatt két gólt, valamint két gólpasszt jegyzett.
A következő szezonban Tonali alapembere volt a Serai B-ben bajnoki címet szerző Bresciának, a 2018–19-es szezonban 34 bajnoki találkozón lépett pályára és három gólt szerzett.
2019. augusztus 25-én, 19 éves korában debütált a Serai A-ban. Szeptember 29-én gólpasszt adott Mario Balotellinek a Napoli ellen 2–1-re elveszített idegenbeli bajnokin. A találkozón gólt is szerzett, azonban azt a videóbírós visszajátszások alapján érvénytelenítették.
2020. szeptember 9-én kölcsönben az AC Milan játékosa lett. A vörös-fekete klub 10 millió eurót fizetett érte, szerződésébe pedig került egy 15 millió eurós vétel opció is.

### A válogatottban
Az olasz korosztályos válogatott tagjaként a 2018-as U19-es Európa-bajnokságon ezüstérmet szerzett. Az olaszok a portugáloktól kaptak ki a döntőben hosszabbítást követően 4–3-ra.
2018 novemberében Roberto Mancini meghívta a felnőtt válogatott keretébe. 2019. március 21-én bemutatkozott az olasz U21-es csapatban, és részt vett a hazai rendezésű korosztályos Európa-bajnokságon.
2019. október 10-én pályára lépett az U21-es válogatott íre elleni Európa-bajnoki selejtezőjén, majd másnap csatlakozott a felnőtt válogatott keretéhez. Október 15-én a Liechtenstein ellen 5–0-ra megnyert Európa-bajnoki selejtezőn csereként állt be.

## Játékstílusa
A hazájában a korosztálya legígéretesebb játékosai közé sorolt Tonali játékstílusát az olasz újságírók gyakran hasonlítják Andrea Pirlo játékához. Erős, energikus, elegáns és kreatív középpályás, aki átlátja a játék menetét és a pályát is. Általában a pálya középső részén szerepel, védekezőbb feladatokkal ellátva, vagy amolyan mélységi irányítóként akinek a dolga a labdaszerzés és annak elosztása. Annak ellenére, hogy jobblábas, a labdával mindkét lábával jól bánik. Pirlo mellett Steven Gerrarddal és Luka Modrićcsal szokták még összehasonlítani, ő maga saját játékát pedig inkább Gennaro Gattuso játékához hasonlította. 2019 júliusában, a 2019–2020-as szezon előtt az UEFA a legígéretesebb 50 fiatal labdarúgó közé sorolta.

## Statisztika

### Klubcsapatokban
2019. november 18-án frissítve.
| Klub           | Szezon         | Bajnokság      | Bajnokság     | Bajnokság | Országos kupa | Országos kupa | Nemzetközi kupa | Nemzetközi kupa | Egyéb         | Egyéb | Összesen      | Összesen |
| Klub           | Szezon         | Bajnokság      | Pályára lépés | Gól       | Pályára lépés | Gól           | Pályára lépés   | Gól             | Pályára lépés | Gól   | Pályára lépés | Gól      |
| -------------- | -------------- | -------------- | ------------- | --------- | ------------- | ------------- | --------------- | --------------- | ------------- | ----- | ------------- | -------- |
| Brescia        | 2017–18        | Serie B        | 19            | 2         | 0             | 0             | —               | —               | —             | —     | 19            | 2        |
| Brescia        | 2018–19        | Serie B        | 34            | 3         | 0             | 0             | —               | —               | —             | —     | 34            | 3        |
| Brescia        | 2019–20        | Serie A        | 6             | 0         | 1             | 0             | —               | —               | —             | —     | 7             | 0        |
| Brescia        | Összesen       | Összesen       | 59            | 5         | 1             | 0             | 0               | 0               | 0             | 0     | 60            | 5        |
| Karrier összes | Karrier összes | Karrier összes | 59            | 5         | 1             | 0             | 0               | 0               | 0             | 0     | 60            | 5        |

### Szereplése az olasz válogatottban
2019. október 15-én frissítve.
| 2019     | 3 | 0 |
| Összesen | 3 | 0 |

## Sikerei, díjai

### Klub
- Brescia
  - Serie B: 2018–19[6]
- AC Milan
  - Serie A: 2021–22

### Válogatott
- Olaszország U19
  - U19-es labdarúgó-Európa-bajnokság döntős: 2018[12]

### Egyéni
- Az U19-es Európa-bajnokság All-Star-csapatának tagja: 2018[21]
- Serie B, az év játékosa: 2018[22]